# It's all about you
«It's all about you» (en español: Se trata de ti) es una canción de la cantante albanesa Juliana Pasha, que representó a Albania en el Festival de la Canción de Eurovisión 2010. El tema, compuesto por Pirro Çako y Ardit Gjebrea, se alzó ganador del Festivali i Këngës 48 el 27 de diciembre de 2009 con 133 puntos y cinco máximas puntuaciones del jurado.
Si bien la canción se interpretó en albanés bajo el título Nuk mundem pa ty (Todo es sobre ti), el 5 de febrero de 2010 se presentó la versión definita de la canción, la cual será interpretada en inglés bajo su título actual.

## Posicionamiento
| Listas (2010)                    | Posición |
| -------------------------------- | -------- |
| Belgian (Flanders) Singles Chart | 21       |